# Black Army Jacket
Pour les articles homonymes, voir Black, Army (homonymie), Jacket et BAJ.
Black Army Jacket (BAJ) est un groupe de powerviolence et grindcore américain. Actif entre 1996 et 1999, le groupe compte un album studio, de nombreux singles, splits, et des participations à de nombreuses compilations. Leurs membres jouent aujourd'hui dans diverses formations, notamment Municipal Waste, Matt Pond PA et Burnt by the Sun.

## Biographie
Le groupe est formé à la fin de 1995 par Andrew Orlando (ex-guitariste de Milhouse et dirigeant du label Reservoir Records) et Carlos Ramirez après leur rencontre lors d'un concert de Fugazi à Long Island. Ils étaient tous deux adeptes des groupes Terrorizer, Assück et Napalm Death et souhaitaient former un groupe regroupant ces styles. Le batteur de Halfman, Dan Crowell, et le bassiste de Those of Us, Chris Russo, les rejoignent rapidement. Cette formation reste stable jusqu'à l'arrivée du chanteur Rob Lawi. BAJ entre aux studios LoHo quelques mois plus tard pour enregistrer une démo publiée en 1996.
Le label Safety Records, situé dans le Queens, publiera le premier EP 7" du groupe, The Path of Two Swords as One. Puis ils tournent dans la région en soutien à l'EP. En 1998, BAJ est invité à participer au Milwaukee Metalfest avec d'autres groupes comme Destruction, Mercyful Fate, Death et Brutal Truth. Ils joueront aussi au festival Fiesta Grande à Berkley, au Gilman St. club, organisé par le bassiste et chanteur de Spazz, Chris Dodge. Le groupe entre ensuite en studio avec le producteur Dean Rispler (Killing Time, 25 Ta Life). En résulte leur premier album,222, qui incorpore des éléments death et black metal accompagnés de punk hardcore. Ils tourneront longtemps en soutien à l'album.
Relapse Records offre au groupe de publier un EP composé de nouvelles chansons. Ils enregistrent plusieurs chansons, mais Rob Lawi et le groupe se séparent peu de temps après. Le bassiste Carlos Ramirez devient leur nouveau chanteur et Tom Hayden se joint à la basse. John Adubato se joindra à Black Army Jacket à la guitare. Ils rentrent chez eux après une tournée en mi-1999, et se lancent dans l'écriture de nouvelles chansons plus techniques. Mais après un rude concert à Worcester, MA, le groupe décide de se séparer. 
En janvier 2002, le label Infernal Racket Records annonce avoir conclu un accord avec les anciens membres du groupe pour un album posthume de Black Army Jacket. Ni titre, ni date de sortie ne sera cependant annoncé. En 2006, Black Box Recordings publie une semi-discographie de Black Army Jacket intitulée Closed Casket, qui comprend leur démo de 1996, des splits 7"s avec Spazz, Corrupted, Noothgrush et Agathocles, et leur EP qui ne sera jamais publié par Relapse Records.
En juin 2010, le groupe annonce sa réunion pour jouer au Cake Shop le 4 septembre 2010, ainsi qu'au Best Friends Day festival à Richmond, VA,. En 2014, Ramirez cofonde No Echo, un site web consacré à la musique. En 2015, le label Brainscan Records réédite leur album 222.

## Membres
- Andrew Orlando - guitare
- Carlos Ramirez - basse, chant
- Rob Lawi - chant
- Dave Witte - batterie

## Discographie
- 1996 : Demo
- 1997 : split 7" avec Noothgrush
- 1997 : split 7" avec Corrupted
- 1997 : split 7" avec Spazz
- 1997 : split 10" avec Hemlock
- 1998 : The Path of Two Swords as One (EP)
- 1999 : 222 (réédité en 2015)
- 1999 : split 7" avec Agathocles
- 2004 : Closed Casket Discography